# François Crépin
François Crépin (Rochefort, 30 ottobre 1830 – Bruxelles, 30 aprile 1903) è stato un botanico e paleontologo belga, specializzato sulle rose.
Fu direttore del Giardino botanico statale a Bruxelles.

## Biografia
François Crépin era il figlio di un giudice di pace e ispettore scolastico.
Era un povero studente a scuola e fu affidato dai genitori a un precettore, che gli trasmise la passione per le scienze naturali. 
Entrato nell'amministrazione pubblica nel settore del Lavoro, concluse rapidamente questa carriera per dedicarsi, con l'approvazione dei suoi genitori, alla Botanica.
Nel 1861, fu nominato professore di Botanica presso la Scuola statale di orticoltura e floricoltura a Gentbrugge, sotto la direzione di Louis van Houtte.
Nel 1866 divenne segretario generale della Société royale de botanique de Belgique. 
Nel 1872, entrò Académie royale des sciences, des lettres et des beaux-arts de Belgique e fu nominato curatore del Museo di Storia Naturale di Bruxelles (nella sezione di paleontologia vegetale).
Dieci anni più tardi, nel 1876, divenne direttore del Giardino Botanico di Stato a Bruxelles, ove rimase fino al suo pensionamento, nel 1901.

## Opere principali
- Manuel de la Flore de Belgique (1860; riedizione nel 1916)
- L'Ardenne (Librairie de Gustave Mayolez, 1863)
- Considérations sur l'étude de la flore indigène (1863)
- Quelques mots sur la dispersion de l'Helichrysum arenarium DC. an Belgiqua (M. Hayez, 1863)
- Considerations on "species" Apropos of a New Work (Geo. Tindall, 1865)
- La nomenclature botanique au Congrès international de botanique de Paris (1868)
- Florule des environs de Han-sur-Lesse (G. Mayolez, 1873)
- Observations sur quelques plantes fossiles des dépôts dévoniens rapportés par Dumont à l'étage quartzoschisteux inférieur de son système Eifelien (Impr. et lith. C. Annoot-Braeckman, 1875)
- Primitiae monographiae rosarum: matériaux pour servir à l'histoire des roses, scritto con George Engelmann (C. Annoot-Braeckman, 1869–1882)
- Considérations sur l'étude de la botanique (F. Callewaert, 1876)
- Notes paléophytologiques: première note: observations sur les sphenophyllum (Imp. C. Annoot - Braeckman, 1880)
- Notions élémentaires de botanique à l'usage des écoles (G. Mayolez, 1882)
- Pamphlets on roses. 1883-1898 (Société royale de botanique de Belgique, 1883)
- Roses, 1874-87
- Mes Excursions Rhodologiques Dans Les Alpes En 1889
- Rosae hybridae: études sur les roses hybrides (Annoot-Braeckman, 1894)
- L'anatomie appliquée á la classification (1898)
- Classification des roses européennes (Société royale de botanique de Belgique)

## Onorificenze

### Eponimia
In suo onore sono stati assegnati i seguenti nomi:
Generi
- (Araliaceae) Crepinella (Marchal) ex Oliver[2]
- (Asteraceae) Crepinia Rchb.[3]

Specie
- (Polygalaceae) Monnina crepinii Chodat ex T.Durand & Pittier[4]
- (Rosaceae) Rosa crepinii Miégev. ex Crép.[5]